# Печериця Юрій Анатолійович
Ю́рій Анато́лійович Печери́ця (13 травня 1978 — 31 серпня 2015) — старший сержант Збройних сил України, учасник російсько-української війни.

## Життєпис
Народився 1978 року в Машівці Полтавської області. Закінчив Комсомольський політехнічний технікум, згодом — Відкритий міжнародний університет розвитку людини «Україна», за спеціалізацією «менеджмент зовнішньоекономічної діяльності». Пройшов службу у Збройних Силах України. Обирався депутатом Машівської районної ради. 2006 року переїхав на постійне місце проживання до Дніпропетровська, заснував приватне підприємство з автоперевезень.
На фронт пішов добровольцем, покинувши власне підприємство. Старший сержант, в. о. командира мотопіхотного взводу, 42-й окремий мотопіхотний батальйон. Брав участь у боях за Іловайськ, Дебальцеве, Вуглегірськ, Луганське, Артемівськ.
31 серпня 2015 року загинув поблизу Горлівки — під час виконання бойового завдання підірвався на фугасі. Тоді ж поліг старший лейтенант Роман Віднічук.
Похований у місті Дніпропетровськ, Лівобережне кладовище.
Без Юрія лишилися дружина та син 2008 р.н.

## Вшанування
- відзнака «За оборону рідної держави» (посмертно);
- рішенням Полтавської обласної ради нагороджений відзнакою «За вірність народу України» І ступеня (посмертно, 12.10.2015);
- Вулиця, де жив Юрій Печериця в Машівці, названа на його честь[1][2].